# 1 000 kilomètres de Silverstone 2008

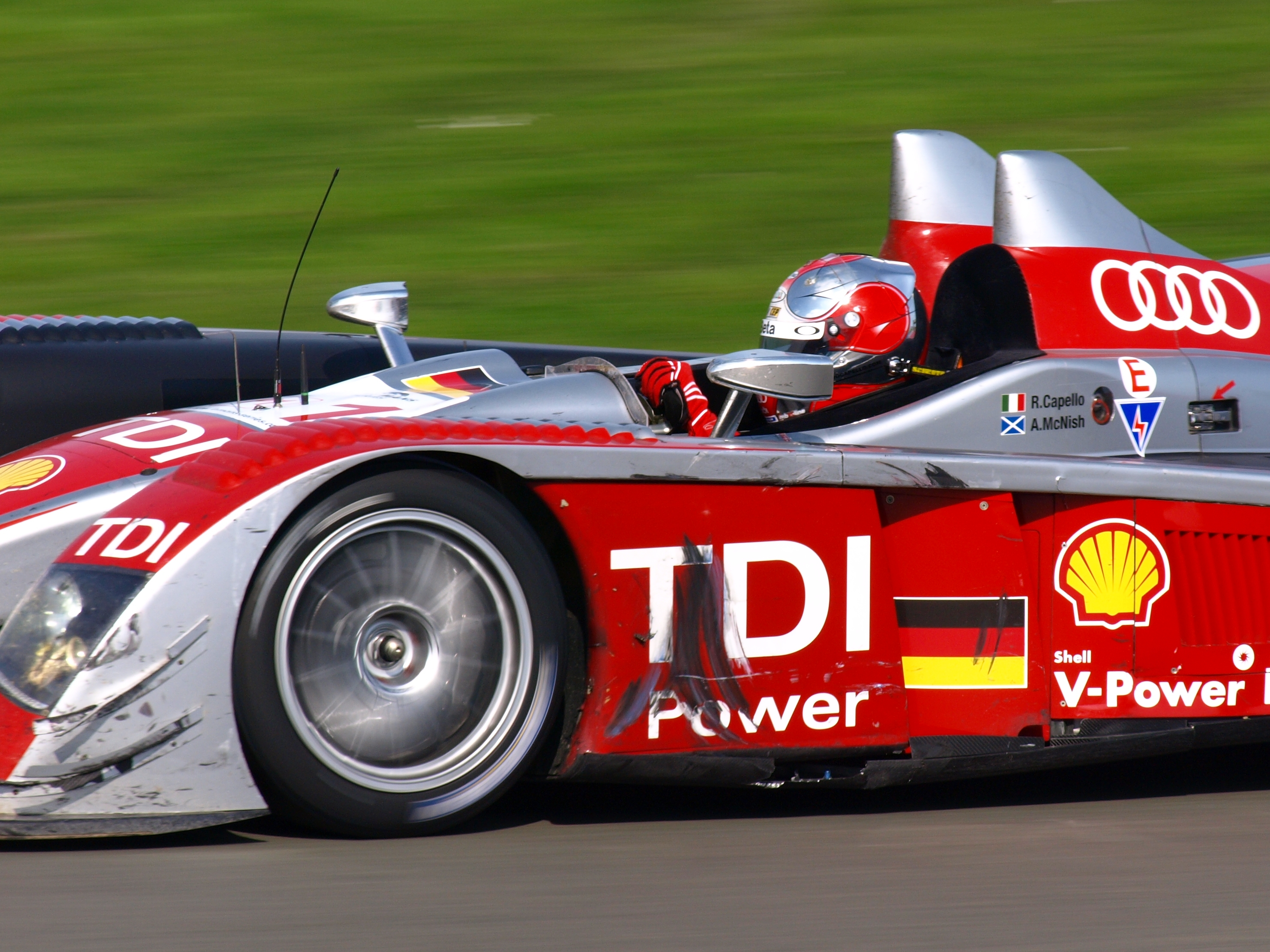
Rinaldo Capello au volant de l'Audi R10 TDI.

Les 1 000 kilomètres de Silverstone 2008 sont la cinquième et dernière épreuve de la saison 2008 des Le Mans Series. La course s'est disputée le 14 septembre 2008 sur le circuit de Silverstone, en Grande-Bretagne, devant une foule record de 53 000 personnes.
Audi a remporté sa première victoire de la saison ce qui lui a permis de décrocher, à la suite d'un accident ayant mis hors course la Peugeot du leader au championnat, les titres Écuries, Constructeurs et Pilotes des LMP1. L'écurie de Luc Alphand s'est adjugé le championnat GT1 et Virgo Motorsports a décroché son deuxième championnat GT2 en remportant la course dans sa catégorie.

## Résultats de la course
| Pos. | Catégorie | N° | Écurie                                | Pilotes                                                    | Châssis                     | Moteur                               | Pneus | Tours/Abandon |
| ---- | --------- | -- | ------------------------------------- | ---------------------------------------------------------- | --------------------------- | ------------------------------------ | ----- | ------------- |
| 1    | LMP1      | 1  | Audi Sport Team Joest                 | Allan McNish Rinaldo Capello                               | Audi R10 TDI                | Audi TDI 5,5 L Turbo V12 (Diesel)    | M     | 195           |
| 2    | LMP1      | 10 | Charouz Racing System                 | Jan Charouz Stefan Mücke                                   | Lola B08/60                 | Aston Martin 6,0 L V12               | M     | 193           |
| 3    | LMP1      | 16 | Pescarolo Sport                       | Romain Dumas Jean-Christophe Boullion                      | Pescarolo 01                | Judd GV5.5 S2 5,5 L V10              | M     | 191           |
| 4    | LMP1      | 2  | Audi Sport Team Joest                 | Alexandre Prémat Mike Rockenfeller                         | Audi R10 TDI                | Audi TDI 5,5 L Turbo V12 (Diesel)    | M     | 191           |
| 5    | LMP2      | 34 | Van Merksteijn Motorsport (en)        | Peter Van Merksteijn Jos Verstappen                        | Porsche RS Spyder Evo       | Porsche MR6 3,4 L V8                 | M     | 191           |
| 6    | LMP1      | 15 | Creation Autosportif                  | Jamie Campbell-Walter Stuart Hall                          | Creation CA07               | AIM (Judd) YS5.5 5,5 L V10           | D     | 191           |
| 7    | LMP1      | 17 | Pescarolo Sport                       | Harold Primat Christophe Tinseau                           | Pescarolo 01                | Judd GV5.5 S2 5,5 L V10              | M     | 190           |
| 8    | LMP1      | 5  | Oreca                                 | Soheil Ayari Stéphane Ortelli                              | Courage-Oreca LC70          | Judd GV5.5 S2 5,5 L V10              | M     | 189           |
| 9    | LMP2      | 27 | Horag Racing                          | Fredy Lienhard Didier Theys Jan Lammers                    | Porsche RS Spyder Evo       | Porsche MR6 3,4 L V8                 | M     | 187           |
| 10   | LMP2      | 40 | Quifel ASM Team                       | Miguel Amaral Olivier Pla                                  | Lola B05/40                 | AER P07 2,0 L Turbo L4               | D     | 185           |
| 11   | LMP2      | 25 | Ray Mallock Ltd.                      | Mike Newton Thomas Erdos                                   | Lola EX265C                 | MG (AER) XP21 2,0 L Turbo L4         | M     | 184           |
| 12   | LMP2      | 31 | Team Essex                            | Casper Elgaard John Nielsen                                | Porsche RS Spyder Evo       | Porsche MR6 3,4 L V8                 | D     | 184           |
| 13   | LMP2      | 45 | Embassy Racing (en)                   | Jonny Kane Warren Hughes                                   | Embassy (en) WF01           | Zytek ZG348 3,4 L V8                 | M     | 184           |
| 14   | LMP1      | 18 | Rollcentre Racing                     | João Barbosa Vanina Ickx Charlie Hollings (de)             | Pescarolo 01                | Judd GV5.5 S2 5,5 L V10              | D     | 183           |
| 15   | LMP2      | 41 | Trading Performance                   | Karim Ojjeh Claude-Yves Gosselin Adam Sharpe (pl)          | Zytek 07S/2                 | Zytek ZG348 3,4 L V8                 | M     | 183           |
| 16   | LMP1      | 4  | Saulnier Racing                       | Jacques Nicolet Richard Hein                               | Pescarolo 01                | Judd GV5.5 S2 5,5 L V10              | M     | 183           |
| 17   | LMP1      | 6  | Oreca                                 | Olivier Panis Nicolas Lapierre                             | Courage-Oreca LC70          | Judd GV5.5 S2 5,5 L V10              | M     | 183           |
| 18   | LMP2      | 44 | Kruse Schiller Motorsport             | Jean de Pourtalès (en) Hideki Noda                         | Lola B05/40                 | Mazda MZR-R 2,0 L Turbo L4           | D     | 182           |
| 19   | LMP1      | 8  | Peugeot Sport                         | Stéphane Sarrazin Pedro Lamy                               | Peugeot 908 HDi FAP         | Peugeot HDi 5,5 L Turbo V12 (Diesel) | M     | 182           |
| 20   | GT1       | 59 | Team Modena                           | Tomáš Enge Antonio García                                  | Aston Martin DBR9           | Aston Martin 6,0 L V12               | M     | 178           |
| 21   | GT1       | 55 | IPB Spartak Racing Reiter Engineering | Peter Kox Roman Rusinov                                    | Lamborghini Murciélago R-GT | Lamborghini L535 6,0 L V12           | M     | 177           |
| 22   | GT1       | 72 | Luc Alphand Aventures                 | Guillaume Moreau Patrice Goueslard                         | Chevrolet Corvette C6.R     | Chevrolet LS7-R 7,0 L V8             | M     | 174           |
| 23   | LMP2      | 35 | Saulnier Racing                       | Pierre Ragues Matthieu Lahaye                              | Pescarolo 01                | Judd DB 3,4 L V8                     | M     | 174           |
| 24   | GT1       | 61 | Strakka Racing                        | Nick Leventis Peter Hardman Darren Turner                  | Aston Martin DBR9           | Aston Martin 6,0 L V12               | D     | 173           |
| 25   | LMP1      | 21 | Epsilon Euskadi                       | Adrián Vallés Shinji Nakano                                | Epsilon Euskadi ee1         | Judd GV5.5 S2 5,5 L V10              | M     | 172           |
| 26   | GT2       | 96 | Virgo Motorsport                      | Robert Bell Jaime Melo                                     | Ferrari F430 GTC            | Ferrari 4,0 L V8                     | D     | 172           |
| 27   | GT2       | 77 | Team Felbermayr-Proton                | Marc Lieb Alex Davison                                     | Porsche 911 GT3 RSR (997)   | Porsche 4,0 L Flat-6                 | M     | 171           |
| 28   | GT2       | 90 | Farnbacher Racing                     | Pierre Ehret Pierre Kaffer Anthony Beltoise                | Ferrari F430 GTC            | Ferrari 4,0 L V8                     | M     | 169           |
| 29   | GT2       | 85 | Spyker Squadron                       | Tom Coronel Ralf Kelleners Alexei Vasiliev                 | Spyker C8 Laviolette GT2-R  | Audi 4,0 L V8                        | M     | 168           |
| 30   | GT2       | 88 | Team Felbermayr-Proton                | Horst Felbermayr, Sr. Horst Felbermayr, Jr. Christian Ried | Porsche 911 GT3 RSR (997)   | Porsche 4,0 L Flat-6                 | M     | 162           |
| 31   | GT2       | 98 | JMB Racing                            | Maurice Basso Peter Kutemann (de) Julien Gilbert           | Ferrari F430 GTC            | Ferrari 4,0 L V8                     | M     | 160           |
| 32   | LMP2      | 26 | Team Bruichladdich                    | Jens Petersen Jan-Dirk Lueders Marc Rostan                 | Radical SR9                 | AER P07 2,0 L Turbo L4               | D     | 160           |
| 33   | GT2       | 93 | James Watt Automotive                 | Alan van der Merwe Tim Sugden Michael Outzen               | Aston Martin V8 Vantage GT2 | Aston Martin 4,5 L V8                | D     | 159           |
| 34   | GT2       | 94 | Speedy Racing Team                    | Andrea Chiesa Benjamin Leuenberger                         | Spyker C8 Laviolette GT2-R  | Audi 4,0 L V8                        | M     | 158           |
| 35   | LMP2      | 46 | Embassy Racing (en)                   | Darren Manning Joey Foster (en)                            | Embassy (en) WF01           | Zytek ZG348 3,4 L V8                 | M     | 156           |
| 36   | GT2       | 99 | JMB Racing Aucott Racing              | Ben Aucott (de) Stéphane Daoudi (de)                       | Ferrari F430 GTC            | Ferrari 4,0 L V8                     | M     | 145           |
| Abd. | LMP2      | 32 | Barazi-Epsilon                        | Juan Barazi Michael Vergers Fernando Rees                  | Zytek 07S/2                 | Zytek ZG348 3,4 L V8                 | M     | 162           |
| Abd. | GT2       | 75 | IMSA Performance                      | Richard Balandras (de) Michel Lecourt                      | Porsche 911 GT3 RSR (997)   | Porsche 4,0 L Flat-6                 | M     | 91            |
| Abd. | LMP1      | 14 | Creation                              | Ryan Lewis Stephen Simpson                                 | Creation CA07               | AIM (Judd) YS5.5 5,5 L V10           | D     | 89            |
| Abd. | LMP2      | 33 | Speedy Racing Team Sebah Automotive   | Andrea Belicchi Xavier Pompidou Steve Zacchia              | Lola B08/80                 | Judd DB 3,4 L V8                     | M     | 75            |
| Abd. | LMP1      | 20 | Epsilon Euskadi                       | Ángel Burgueño (en) Miguel Ángel de Castro                 | Epsilon Euskadi ee1         | Judd GV5.5 S2 5,5 L V10              | M     | 59            |
| Abd. | GT2       | 95 | James Watt Automotive                 | Peter Bamford Paul Daniels Matt Griffin                    | Porsche 911 GT3 RSR (997)   | Porsche 3,8 L Flat-6                 | D     | 55            |
| Abd. | GT2       | 91 | Farnbacher Racing                     | Lars Erik Nielsen Dirk Werner                              | Porsche 911 GT3 RSR (997)   | Porsche 4,0 L Flat-6                 | M     | 51            |
| Abd. | LMP1      | 7  | Peugeot Sport                         | Nicolas Minassian Marc Gené                                | Peugeot 908 HDi FAP         | Peugeot HDi 5,5 L Turbo V12 (Diesel) | M     | 45            |
| Abd. | GT2       | 76 | IMSA Performance                      | Raymond Narac Richard Lietz                                | Porsche 911 GT3 RSR (997)   | Porsche 4,0 L Flat-6                 | M     | 38            |
| Abd. | LMP2      | 37 | Welter Racing                         | Stéphane Salini Philippe Salini Tristan Gommendy           | Welter Racing WR LMP2008    | Zytek ZG348 3,4 L V8                 | D     | 3             |

## Statistiques
- Pole Position - #8 Team Peugeot Total - 1:30.359[3]
- Meilleur tour en course - #8 Team Peugeot Total - 1:31.166[2]
- Meilleure moyenne - 176,696 km/h[2]